# 1924

## Събития
- 4 януари – България: гласуван Законът за защита на държавата; законът влиза в сила от 23 същия месец.
- 3 март – Президентът на новооснованата Турска република Мустафа Кемал – Ататюрк премахва институционално халифата като част от своите конституционни реформи, целящи модернизирането и европеизирането на страната.
- 16 април – Основана е медийната компания Метро-Голдуин-Майер.
- 24 юли – Световната шахматна федерация (ФИДЕ) е основана в Париж.

## Родени
- 3 януари – Ото Байзхайм, немски предприемач († 2013 г.)
- 7 януари – Захари Медникаров, Български хоров диригент († 2007 г.)
- 8 януари – Йордан Томов, български футболист († 1998 г.)
- 10 януари
  - Едуардо Чилида, испански скулптор, художник († 2002 г.)
  - Макс Роуч, американски джазмузикант и композитор († 2007 г.)
  - Алексей Аджубей, съветски журналист и политик († 1993 г.)
- 13 януари
  - Волфганг Краус, австрийски писател († 1998 г.)
  - Паул Файерабенд, австрийски философ († 1994 г.)
- 17 януари – Благоя Талески, югославски политик († 2001 г.)
- 21 януари – Бени Хил, английски комик († 1992 г.)
- 27 януари – Рауф Денкташ, кипърски политик († 2012 г.)
- 31 януари – Тенгиз Абуладзе, грузински режисьор († 1994 г.)
- 5 февруари – Александър Матросов, съветски военнослужещ († 1943 г.)
- 16 февруари – Димо Коларов, български кинооператор († 1997 г.)
- 19 февруари – Лий Марвин, американски актьор († 1987 г.)
- 29 февруари – Владимир Крючков, руски офицер и политик († 2007 г.)
- 7 март – Кобо Абе, японски писател († 1993 г.)
- 22 март
  - Георги Попов, български актьор († 1995 г.)
  - Лайънъл Уилсън, американски озвучаващ актьор († 2003 г.)
- 24 март – Славка Славова, българска актриса († 2002 г.)
- 3 април – Марлон Брандо, американски актьор († 2004 г.)
- 5 април – Пенчо Кулеков, български художник († 2017 г.)
- 7 април – Йоханес Марио Зимел, австрийски писател († 2009 г.)
- 12 април – Лиляна Бочева, музикант († 2005 г.)
- 16 април – Хенри Манчини, американски композитор († 1994 г.)
- 3 май
  - Кен Тирел, британски автомобилен състезател († 2001 г.)
  - Йехуда Амихай, израелски писател († 2000 г.)
- 9 май – Булат Окуджава, певец († 1997 г.)
- 11 май – Димитър Станишев, български политик († 2000 г.)
- 12 май – Кларибел Алегрия, салвадорска писателка († 2018 г.)
- 13 май – Емил Павлов, български композитор († 1992 г.)
- 21 май – Атанас Семерджиев, български военен деец и политик († 2015 г.)
- 22 май – Шарл Азнавур, френски певец († 2018 г.)
- 6 юни – Васил Акьов, български сценарист († 1989 г.)
- 12 юни – Джордж Хърбърт Уокър Буш, 41-ви президент на САЩ (1989 – 1993) († 2018 г.)
- 24 юни – Йон Хансен, датски футболист и треньор († 1990 г.)
- 25 юни
  - Сидни Лъмет, американски режисьор († 2011 г.)
  - Димитър Исаков, български футболист
- 4 юли – Ева Мари Сейнт, американска актриса, носителка на Оскар за най-добра поддържаща женска роля за „На кея“
- 7 юли – Мирослав Миндов, български актьор († 2018 г.)
- 9 юли – Хулио Мусимеси, аржентински футболист († 1997 г.)
- 1 август
  - Жорж Шарпак, френски физик, Нобелов лауреат през 1992 († 2010 г.)
  - Абдула бин Абдул Азис, крал на Саудитска Арабия († 2015 г.)
- 11 август – Борис Карлов, български музикант († 1964 г.)
- 19 август – Уилард Бойл, канадски физик, Нобелов лауреат († 2011 г.)
- 21 август – Артур Янов, американски психолог († 2017 г.)
- 29 август – Димитър Бойчев, български скулптор († 1993 г.)
- 31 август – Хари Майен, немски драматург († 1979 г.)
- 13 септември – Морис Жар, френски композитор и диригент († 2009 г.)
- 16 септември – Лорън Бекол, американска актриса и манекенка († 2014 г.)
- 17 септември – Цанко Цанков, български учен
- 22 септември – Роузамънд Пилчър, британска писателка († 2019 г.)
- 28 септември – Марчело Мастрояни, италиански актьор († 1996 г.)
- 30 септември – Труман Капоти, американски писател († 1984 г.)
- 1 октомври – Джими Картър, 39-и президент на САЩ († 2024 г.)
- 10 октомври – Джеймс Клавел, британски писател († 1994 г.)
- 14 октомври – Рамон Кастро, кубински революционер и активист († 2016 г.)
- 29 октомври – Збигнев Херберт, полски поет († 1998 г.)
- 1 ноември – Сюлейман Демирел, турски политик († 2015 г.)
- 8 ноември – Георги Баев, български художник († 2007 г.)
- 9 ноември – Радко Поптодоров, български богослов († 2021 г.)
- 20 ноември – Беноа Манделброт, френски математик († 2010 г.)
- 24 ноември – Карандаш, български карикатурист († 2010 г.)
- 30 ноември – Георги Стоянов-Бигор, български кинодеец, сценарист и режисьор († 2014 г.)
- 4 декември – Любен Станев, български писател († 2009 г.)
- 5 декември – Георги Ганзовски, икономист от Република Македония († 1986 г.)
- 6 декември – Павел Матев, български поет († 2006 г.)
- 19 декември – Мишел Турние, френски писател († 2016 г.)
- 24 декември – Кирил Костов, български флейтист и общественик († 1996 г.)
- неизвестна дата:
  - Иван Гърбучев, български учен († 1997 г.)

## Починали
- 21 януари – Владимир Ленин, руски революционер (р. 1870 г.)
- 24 март – Иван Евстратиев Гешов, български политик (р. 1849 г.)
- 24 април – Грандвил Стенли Хол, американски психолог
- 7 май – Димитър Благоев, български политик (р. 1856 г.)
- 15 май – Пол д'Естурнел, френски политик
- 3 юни – Франц Кафка, немскоезичен писател (р. 1883 г.)
- 14 юни
  - Иван Салабашев, български политик (р. 1853 г.)
  - Петко Петков, български политик
- 2 юли – Масайоши Мацуката, Министър-председател на Япония
- 13 юли – Алфред Маршал, английски икономист (р. 1842 г.)
- 31 юли – Франц Йосиф фон Батенберг,
- 1 август – Димитър Вълнаров, български военен деец
- 3 август – Джоузеф Конрад, британски писател от полски произход (р. 1857 г.)
- 5 август
  - Теодор Теодоров, български политик (р. 1859 г.)
  - Цветан Спасов, български революционер
- 14 август – Мелетий Велешки, български духовник
- 31 август – Тодор Александров, български революционер (р. 1881 г.)
- 12 септември – Алеко Василев, български революционер
- 13 септември – Димо Хаджидимов, бъгарски революционер и политик
- 14 септември – Арсени Йовков, български революционер
- 17 септември – Чудомир Кантарджиев, български революционер
- 25 септември – Никола Хаджиташев, български революционер
- 27 септември
  - Александър Буйнов, български революционер
  - Стойо Хаджиев, български революционер
- 9 октомври – Валерий Брюсов, руски поет
- 12 октомври – Анатол Франс, френски писател, лауреат на Нобелова награда за литература през 1921 г. (р. 1844 г.)
- 29 октомври – Франсис Ходжсън Бърнет, британско-американска писателка
- 21 ноември – Христо Гюлеметов – Бонбона, член на БКП (р. 1899 г.)
- 27 ноември – Стефан Тошев, български военен деец
- 8 декември – Карл Антон Ларсен, норвежки изследовател
- 13 декември – Михаил Сарафов, български политик
- 23 декември – Петър Чаулев, български революционер
- 28 декември – Леон Бакст, руски художник
- 29 декември – Карл Спителер, швейцарски поет
- неизвестна дата – Димитър Яблански, български политик (р. 1859 г.)
- Антони Пьотровски, полски художник
- Никола Гулев, български революционер
- Никола Янишлиев, български просветен деец
- Танчо Кривчов, български революционер

## Нобелови награди
- Физика – Мане Зигбан
- Химия – наградата не се присъжда
- Физиология или медицина – Вилем Ейнтховен
- Литература – Владислав Реймонт
- Мир – наградата не се присъжда

Вижте също:
- календара за тази година